# باقرآباد (قرچک)
باقرآباد یکی از محله‌های شهر قرچک در جنوب‌شرقی استان تهران است.

## پل پانزده خرداد
پل پانزده خرداد (پل باقرآباد) یکی از آثار تاریخی باقرآباد است که روی جاجرود قرار دارد.
برخی از معترضان در تظاهرات ۱۵ خرداد در نزدیکی این پل کشته شدند.